# 張清源
張清源（1894年—1978年3月11日），原名雲濤，字清源，河北定興人，教育家，中華民國第一屆立法院立法委員。
著有《中華民國之農村教育》。

## 生平
- 10歲讀四書五經，「為文暢達」，平時愛好繪畫。
- 先後入定興縣立高等小學堂、保定官立中學堂就讀。
- 1912年5月，加入中國國民黨。後又入天津北洋法政專門學校中學部，北京國立專門學校法律系預科，畢業後升本科。
- 1918年，畢業後初任直隸省議會助理秘書，
- 1919年，進入北京大學文學院幫胡適之辦《每週評論》，兼任《晨報》編輯。
- 1922年，參加新民學會，被舉為聯繫人。
- 1923年，任崇慶中學國文教員，次年升高中部文科主任。
- 1925年，任北平私立平民中學校長。
- 1926年，兼北京政府交通部教育委員會常委，從事鐵路職工教育工作。9月進入中國國民黨中央組織部任黨政訓練所訓育委員。
- 1927年1月，任中國國民黨直隸省黨部臨時執行委員兼組織部部長。
- 1929年，當選中國國民黨河北省黨部執行委員兼組織部部長。
- 1930年，赴日本明治大學研究，所選學科為民眾教育和農村教育，並由明治大學約定教授指導研究。
- 1932年7月，向明治大學提出論文：「中華民國之農村教育」，經指導教授認可結業。9至12月，先後赴大阪、神戶及北海道等地參觀考察日本教育實況，見日本國民義務教育普及，設施統一，慨歎實為日本進步的原動力。
- 1933年，回國後任北平平民中學校長，並於中國學院、華北學院、民國學院等校兼任教育系之農村教育及民眾教育等課程。
- 1934年2月，任江蘇省政府視察員，5月改任鎮江縣縣長，歷三年。其間，開源節流，鎮江縣償清舊債，並有庫存；首務禁絕煙毒並改善鄉村之衛生醫療。
- 1938年，成為湖南地方行政幹部人員訓練所教育長。8月調任中央政治學校訓育處主任。12月10日任四川省第七區行政督察委員兼保安司令。
- 1943年，又調任四川省第三區行政督察委員兼保安司令。
- 1945年，5月當選中國國民黨中央候補執行委員，後遞補為執行委員。
- 1946年4月，奉令任中國國民黨中央黨部主任秘書，做復員工作。5月當選中國國民黨中央候補執行委員，後遞補為執行委員。11月參加「制憲國民大會」。
- 1948年，當選「行憲」第一屆立法院立法委員。5月兼中國國民黨中央組織部主任秘書，並派為副部長。
- 1949年，隨政府到台灣，仍為立法院立法委員，兼私立僑光商業專門學校校長、董事長及河北省同鄉會理事長。
- 1950年，為立法委員，參加內政委員會，後改為預算委員會。
- 1963年，偕陳積中赴教育部拜訪黃季陸部長，說明擬創辦華僑工商大學的計畫，其後開始籌備工作。
- 1964年，僑光商業專科學校獲教育部核准立案。5月，召開首屆董事會議，與陳積中、陳弼臣獲推為常務董事。
- 1966年，9月，僑光商專代理校長陳積中病逝，該校校務由總務主任代行，並由張清原常務董事就近協助。
- 1967年，獲聘為僑光商專校長。兼河北省同鄉會理事長。
- 1976年，暑假請辭僑光商專校長職務。
- 1977年被聘為中國國民黨第十一屆中央評議委員。[1]
- 1978年3月11日去世。